# ۹۴ (قمری)
۹۴ (قمری)، نود و چهارمین سال در گاهشماری هجری قمری است. اول محرم این سال برابر با یازدهم اکتبر سال ۷۱۲ میلادی است.

## وابسته
- سعید بن مسیب